# F-20虎鲨战斗机
F-20“虎鯊”（英語：F-20 Tigershark）戰鬥機是美國諾斯洛普飛機公司以非常暢銷的輕型戰鬥機F-5E為藍本的改良設計，試圖奪取國際輕型戰鬥機的市場。相較於當時美軍戰機，F-20藉由積體電路、微電腦技術等優勢，讓這架輕戰機具備大部分戰鬥攻擊機可執行的作戰任務；包括視距外作戰、對地攻擊等，而且比F-16戰鬥機還要便宜。但是在雷根政府的軍售政策改變下，美國不希望出現同級商品在外銷場合互相廝殺的狀況；這斷絕了F-20的生機，但是美國允許諾斯洛普移植轉售該機採用的子系統技術給中華民國以研發生產F-CK-1經國號戰鬥機，藉以彌補諾廠在這開發案的損失。

## 研發歷史與背景
過去在冷戰時代的越戰時期，美國的海空軍的主力戰鬥機為F-4幽靈戰鬥機，無論就價格、後勤維護的成本等方面來看，此種重型戰鬥機使得美國以外的盟國和其他想要採購美國戰機的開發中國家難以消受，因此美國決議開發專供外銷給盟國的輕型戰鬥機。這個政策下的第一架飛機由F-104戰鬥機簡化型、F-8戰鬥機改良型以及諾斯洛普公司以T-38教練機為藍本，推出了N-156F號設計案互相競爭。1962年4月23日，美國空軍決定諾斯洛普勝出，N-156F案正名為F-5自由鬥士戰鬥機，該型機共生產了847架。
不久之後，蘇聯大量軍援給世界盟國米格-21戰鬥機，F-5A/B的優勢不足。美國再度推動國際戰鬥機（IFA）計畫，提供一款廉價卻戰力同等於米格21的機型。諾斯羅普以增裝AN / APQ-153雷達、並增設AIM-9響尾蛇飛彈翼端滑軌，維持原先的簡單，容易操作與維護的原則推出F-5E（雙座版為F-5F）。IFA計畫在1970年11月20日決定由諾斯洛普獲得訂單，F-5E/F家族在美國與授權生產的盟邦中生產到1986年，共有1399架完工。在F-16銷量打破紀錄前，是包括美國在內的自由陣營中採用數量最高的戰鬥機，其地位與共產國度的MiG-21比擬。
F-5家族的誕生，反映了美國在冷戰間的軍援政策級別。美國不是對所有盟邦都願意釋出最高科技武器，要考量操作成本或技術安全問題，因此每種量級的機體都有相對應機種，F-20開發最初也是呼應該政策下的產品。
F-20開發案在1970年代中後期開始，卡特政府在當時提出了中階國際戰鬥機計畫，後來五角大廈稱 "FX"項目。但該計畫早期並不是美國政府的正式標案，而是諾斯洛普為中華民國而設計的自費開發專案。
1970年代尼克森政府與中华人民共和国恢復交往政策，美國逐步撤離駐台美軍、陸續取消與中華民國的協防關係、最後則是斷交。但美國也不能坐視台灣戰力真空問題；1970年代初，中華民國政府向美國提出更多的先進戰機需求替換老化的戰鬥機，要求採購可發射AIM-7麻雀飛彈的戰機。但是不希望觸怒中华人民共和国的美國國務院評估國內沒有符合中华民国政府需要的機種，或也沒有政治正確的戰機可賣——F-4戰鬥機太大，會有增加對中国大陆攻擊性的疑慮；F-16太先進，會影響中华人民共和国與美關係。1978年初，美國國防部原本打算出售64架的F-4E戰鬥機給台灣，不過於6月30日因外交政策轉向，在白宮國安顧問兹比格涅夫·布热津斯基的建議下美國總統否決國防部的提案。1978年11月美國國務院曾向中華民國提出一個替代案：推銷以色列製的幼獅戰鬥機改良整合來滿足台灣方面的需求，但在1978年11月6日美國駐華大使館回報這構想蔣經國拒絕，蔣表態非美製裝備不買。最後美國以其他盟國退役的F-104轉售及授權生產F-5E/F維持中華民國空軍機隊戰力，美國國防部也要求諾斯羅普弄出一架整合AIM-7的F-5E來銷售台灣，因為當時美臺正執行虎安計畫，航發中心有能力組裝該型機種。這計畫在諾斯羅普稱為F-5G，也就是未來的F-20。
由於F-5G銷售情況始終無法突破，諾斯洛普認為是受編號形象所礙，買主容易認為只是F-5A提升成F-5E的翻版，其實F-5G的性能已有極大的變革，因此改名成F-20以利銷售。
儘管F-20在航電、發動機與使用的武器上有重大的提升，並且維持後勤維修上與過往的F-5系列相似的優點，尤其是可以攜帶AIM-7麻雀飛彈進行超視距作戰，在空戰性能上與過去的F-5系列有所提升；其潛在客戶適合大量裝備F-5系列、不夠預算換裝或限制輸出F-16的非主要盟國。
當時許多有興趣購買的國家都在等待美國空軍的採購意願。可是美國空軍當時已經有兩種新一代戰鬥機服役、由F-15與F-16形成高低搭配，加上F-20戰機作戰半徑較短，不符合美國空軍全球部署戰略，無法也無意再增加一種機型，使得這些潛在客戶裹足不前。
另外，通用動力也提出換裝J-79噴射發動機的F-16/J79爭奪外銷市場，尤其是中華民國空軍。這個外銷計劃被稱為FX戰機。F-16/J79是以F-16機身搭配推力較低的J-79渦輪噴氣發動機，限制F-16的性能。由於J-79引擎也是F-104的動力來源，中華民國空軍在維護保養（F-104、F-16/J-79）上應沒有問題。
為了爭取350架的潛在訂單，諾斯洛普與通用動力兩家公司的副總裁及技術顧問團隊都同時到圓山飯店與中華民國空軍商談，不過最後因美方於1983年簽署了中华人民共和国提議的八一七公報，使中華民國空軍被排除在FX戰機銷售對象之外，然也因此決定自製戰機，日後催生出F-CK-1經國號戰鬥機。
同時，美國的對外政策也開始改變，允許放寬外銷F-16的國家，美國空軍也選擇F-16作為美國空軍國民警衛隊的新機型。這些事件再度重創諾斯洛普的銷售企圖，最終導致FX計劃取消。諾斯洛普公司認為官方態度明顯偏袒F-16，顧及研發中的B-2轟炸機而不提出抗議，也獲許部分轉讓F-20子系統技術作為補償。
1984年10月10日，F-20在南韓進行試飛展示時，發生飛行員在高G動作下的昏迷而引發墜機的意外。1985年5月14日第二架原型機在類似的展示動作時也發生同樣的意外。由於訂單遲遲未出現，1986年11月17日，諾斯洛普公司宣布終止，數年之後生產線與機具也全數拆除。目前僅存一架原型機展示於工業與科技博物館，整個計劃花費了十二億元美金。

## 設計
F-20在外觀上最大的不同就是發動機的數目由F-5系列的兩具減少為一具。新的發動機採用與F/A-18同級的GE公司F404渦輪扇發動機。這個改變不僅僅是更換發動機，還必須修改後機身，進氣道與進氣口的設計等等，以符合新發動機的性能。
此外，F-20的雷達換裝為AN/APG-67 (V)，除了提供較多的對空與對地模式之外，最重要的提升是賦予F-20發射中程雷達導引空對空飛彈的能力，使得F-20正式邁入超視距作戰能力行列。F-20性能在繼承F-5戰機優異纏鬥性能同時，又因本機雷達特徵較小，具備優秀的視距戰能力，採用雷射陀螺儀可於20秒內校正慣性導航儀完畢即準備升空；但經美國空軍測試，除這些之外其餘性能均不及F-16戰機。

## 其他
- F-20預定使用的AN/APG-67輕型雷達較F-16A/B所用的AN/APG-66為佳，但遜於F-16C/D所用的AN/APG-68雷達，AN/APG-67型雷達之後也因中華民國啟動設計IDF經國號戰鬥機的安翔計畫，成為其下的子計畫：天雷計畫的候選者。在美國的協助下將AN/APG-67型雷達改良之後稱為金龍53型雷達（美軍編號AN/APG-67 (V) ERR），不過在功能上將原先24種模式刪減了較敏感的6種，這些模式多半是與對地攻擊有關，如此只剩下18種模式可以使用。
- F-20雖已中止，其研發成果，例如扁平鯊魚頭機鼻設計仍應用在F-5E/F的C構型（新加坡空軍F-5S、中華民國空軍F-5E/F後期生產型）改良上。

## 外部連結
- California Science Center - F-20 Tigershark exhibit
- F-20A Tigershark Home Page
- National Museum of the United States Air Force